# Niaoulé
Der Niaoule ist ein kleiner rechter Nebenfluss des Gambia im Südosten Senegals.

## Verlauf
Der mündungsfernste Talschluss der Quellen des Niaoule liegt oberhalb des Hauptortes der Gemeinde Koar in der Region Tambacounda. Er fließt in südwestliche Richtung. Der Niaoule mündet im Gemeindegebiet von Missirah unterhalb des Dorfes Niaoule bei dem Ort Gouloumbou in den Gambia, acht Kilometer von der gambischen Ostgrenze entfernt. Sein mit 1230 km² vergleichsweise kleines Einzugsgebiet ist eingebettet zwischen den Einzugsgebieten des Niéri Ko im Südosten und des Sandougou im Nordwesten.

## Hydrometrie
Durchschnittliche monatliche Durchströmung des Niaoule gemessen an der hydrologischen Station Niaoule Tanou in m³/s (bei dem größten Teil des Einzugsgebietes).
- Diagrammdaten:
- Definition |
- Rohdaten |
- Hilfe